# Islamiska fronten
Islamiska fronten (arabiska الجبهة الإسلامية, al-Jabhat al-Islāmiyyah) är en sunni-islamistisk rebellgrupp som är involverad i inbördeskriget i Syrien som utbröt 2011. Islamiska fronten stöds av Saudiarabien.